# فيصل فودة
فيصل فودة سياسي باكستاني يشغل حاليًا منصب الوزير الاتحادي للموارد المائية منذ 5 أكتوبر 2018. وهو عضو في المجلس الوطني الباكستاني منذ أغسطس 2018.